# Darius Žutautas
Darius Žutautas (ur. 30 września 1978 w Gorżdach) – litewski piłkarz grający na pozycji obrońcy.

## Życiorys
Występował w Bandze Gorżdy, Panerysie Wilno, Žalgirisie Wilno, rosyjskich Ałanii Władykaukaz i Dinamie Moskwa, Świcie Nowy Dwór Mazowiecki, FBK Kaunas, azerskim Xəzərze Lenkoran, greckim AO Platanias i norweskim Bergsøy IL. W latach 1997–2001 grał w reprezentacji Litwy. W 2011 roku zakończył karierę.

## Sukcesy
- Mistrz Litwy  1999, 2004
- Mistrz Azerbejdżanu 2007
- Puchar Litwy 1997, 2004
- Puchar Azerbejdżanu 2007